# Даугава (футбольный клуб, Рига, 1944)
«Дауга́ва» — бывший советский и латвийский футбольный клуб из Риги. Выступал в чемпионатах и первенствах СССР. Клубные цвета — голубые и белые.

## Названия
В разные годы команда представляла рижские заводы — электротехнический (ВЭФ), вагоностроительный (РВЗ), электромашиностроительный (РЭЗ):
- «Даугава» (1946—1947, 1950—1958, 1970—1990)
- «Даугава-ВЭФ» (1948—1949)
- «Даугава-РВЗ» (1959—1962)
- «Даугава-РЭЗ» (1963—1969)

## История
«Даугава» была основана в 1944 году. В 1946 году дебютировала в чемпионате Латвии и заняла 5-е место среди 8 команд. В 1948 году команда вместе с рижским «Динамо» приняла участие в соревнованиях советской Первой лиги (Центральная зона Второй группы). Следующие 4 сезона «Даугава» провела в Высшей лиге (Класс «А»).
1953—1959 годы команда провела в Первой лиге (Класс «Б»), но в 1960 году, несмотря на занятое в предыдущем сезоне 11-е место, была переведена в Класс «А». В 1961—1962 годах «Даугава» занимала 21-е места среди 22-х команд и с 1963 года вновь опустилась в Первую лигу (во Вторую подгруппу Класса «А»).
В 1971 году команда выбыла во Вторую лигу и провела там 9 сезонов — до 1981 года включительно, лишь в 1976 году вернувшись на 1 сезон в Первую лигу. В 1985 году «Даугава» была близка к выходу в Высшую лигу, но заняла в переходном турнире 4-е, последнее место.
В следующем сезоне повышению в классе помешало превышение лимита ничьих — набрав в турнире наибольшее количество очков (62), «Даугава» лишилась двух, сыграв 14 матчей вничью при лимите в 12. В 1989 году проблемы с финансированием вновь привели к понижению в статусе (до зонального турнира Второй лиги).

### Преемственность
По итогам сезона 1990 года команда завоевала право снова играть в Первой лиге, но была расформирована. Место команды в Первой лиге сезона-1991 заняла рижская команда «Пардаугава». Такое же название было у сельскохозяйственной фирмы, которая принадлежала президенту ЛФФ Владимиру Лескову.
Несмотря на то, что «Пардаугава» заняла место «Даугавы», она не является преемницей «Даугавы», так как сменился владелец и ряд основных футболистов перешли в «Сконто» и РАФ.
В «Пардаугаве» в 1991 году играли в основном молодые футболисты, а сам клуб в Первой лиге занял последнее, 22-е место. Отыграв затем 3 сезона в Высшей лиге чемпионата Латвии, команда в 1995 году обанкротилась и после 6 проведенных матчей снялась с соревнований.
В 1996 году под названием «Даугава» стало выступать рижское «Торпедо», которое, в свою очередь, обанкротилось в 2000 году (уже как ЛУ/«Даугава»). Позже под названием «Даугава» играла молодёжная команда, которая не выступала под эмблемой «Даугавы» и не являлась её официальным преемником.
В 2007 году клуб «Диттон» из Даугавпилса сменил название на «Даугава» и стал выступать под прежней эмблемой рижской «Даугавы».
В январе 2008 года ФСК «Даугава-90», появившийся в 2005 году, тоже сменил название на «Даугава».